# Ian Napier
Ian Napier (ur. 24 lipca 1895 w Milton, zm. 9 maja 1977 w Londynie) – brytyjski pilot zaliczany do asów myśliwskich okresu I wojny światowej. Autor 12 zwycięstw powietrznych.

## Życiorys
Ian Napier przed wybuchem wojny uczył się w Eton. Do armii wstąpił około 1915 roku i służył w pułku Argyll and Sutherland Highlanders.
W 1916 roku został przeniesiony RFC i po przejściu w pierwszej połowie 1917 roku szkolenia z pilotażu, został przydzielony do eskadry myśliwskiej No. 40 Squadron RAF.
W jednostce odniósł swoje pierwsze zwycięstwo powietrzne 14 kwietnia 1917 roku nad niemieckim samolotem Albatros D.III. Do 4 lipca 1918 roku odniósł 12 zwycięstw powietrznych.
Po zakończeniu wojny powrócił do rodzinnej firmy stoczniowej. Zmarł w 1977 roku w Londynie i został pochowany na cmentarzu w Dunbarton.
Ian Napier był odznaczony m.in.:
- Military Cross
- Legia Honorowa V klasy
- Krzyż Wojenny.